# Ameles moralesi
Ameles moralesi es una especie de mantis de la familia Mantidae.

## Distribución geográfica
Se encuentra en Marruecos.